# Внутренний туризм
Внутренний туризм — путешествия в пределах какого-либо государства лиц, постоянно в нем проживающих, например путешествия в пределах РФ лиц, постоянно проживающих в РФ (ФЗ «Об основах туристской деятельности в Российской Федерации» от 4 октября 1996 г.).

## Внутренний туризм в России

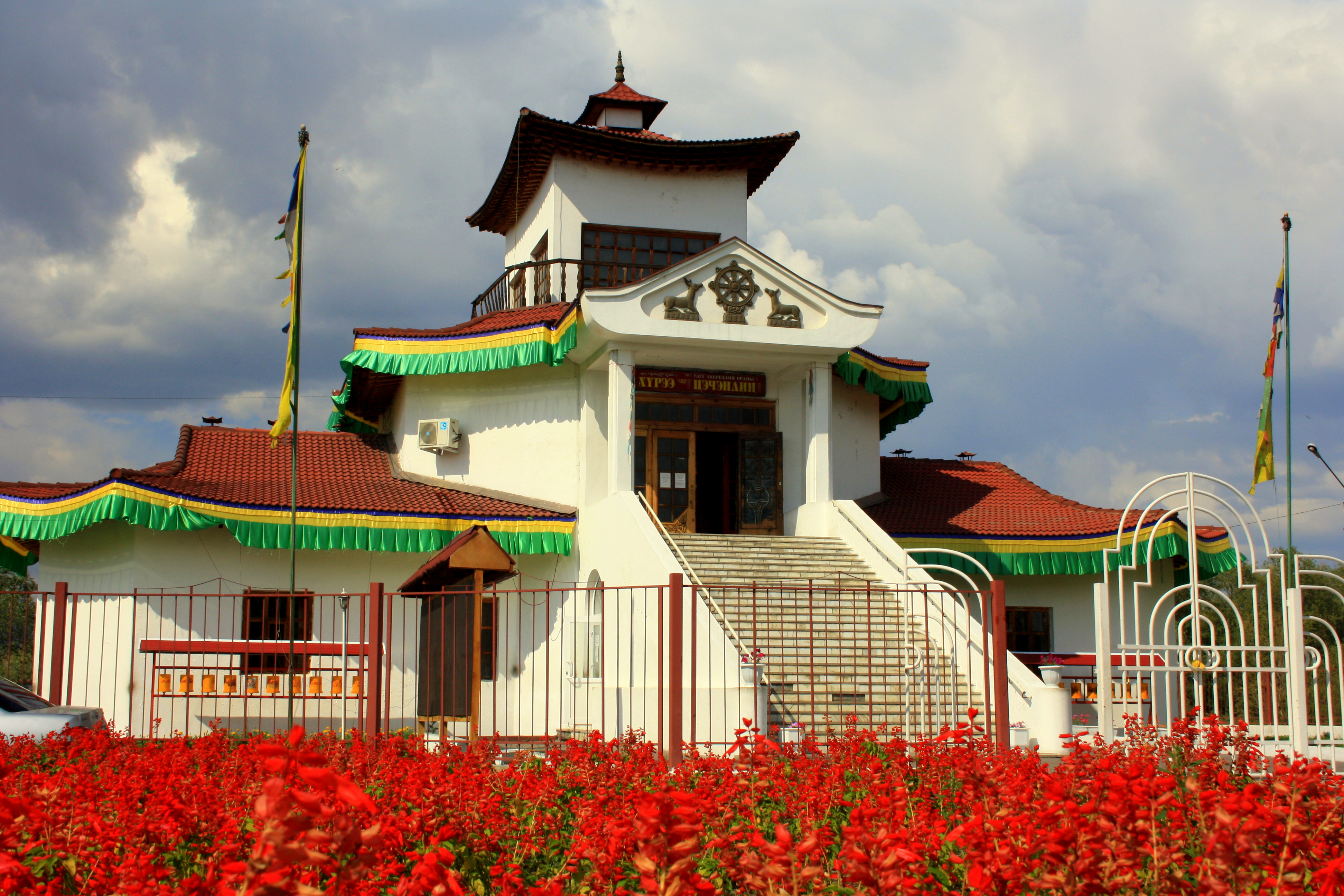
Буддийский храм Цеченлиг в Кызыле (Тыва)

Внутренний туризм в Российской Федерации набирает год от года популярность среди ее граждан. В СССР внутренний туризм был особенно распространен: по данным на 1990 год, 52 млн человек в год совершали туристические поездки внутри страны. В РФ внутренний туризм становится все более популярным с 2013 г. — ежегодный прирост составляет около 20 %. В 2015 году жителями было совершенно 50 млн поездок по России. Наиболее популярными туристическими регионами России являются Центральный и Южный. Москва, Санкт-Петербург и Сочи в 2016 году стали самыми посещаемыми городами.
Но несмотря на очевидный туристский бум, Россия использует свои туристские ресурсы крайне неэффективно — максимум на 20 %. Значительное количество имеющихся в ее распоряжении как природных, так и культурно-исторических ресурсов по разным причинам вообще не используются при формировании предложений на рынке внутреннего туризма.
Одним из важнейших элементов функционирования внутреннего туризма как социально-экономической системы являются туристские ресурсы. Именно они формируют интерес туриста к определенному региону страны, определяют выбор этого региона для будущего путешествия.

## Туристические ресурсы

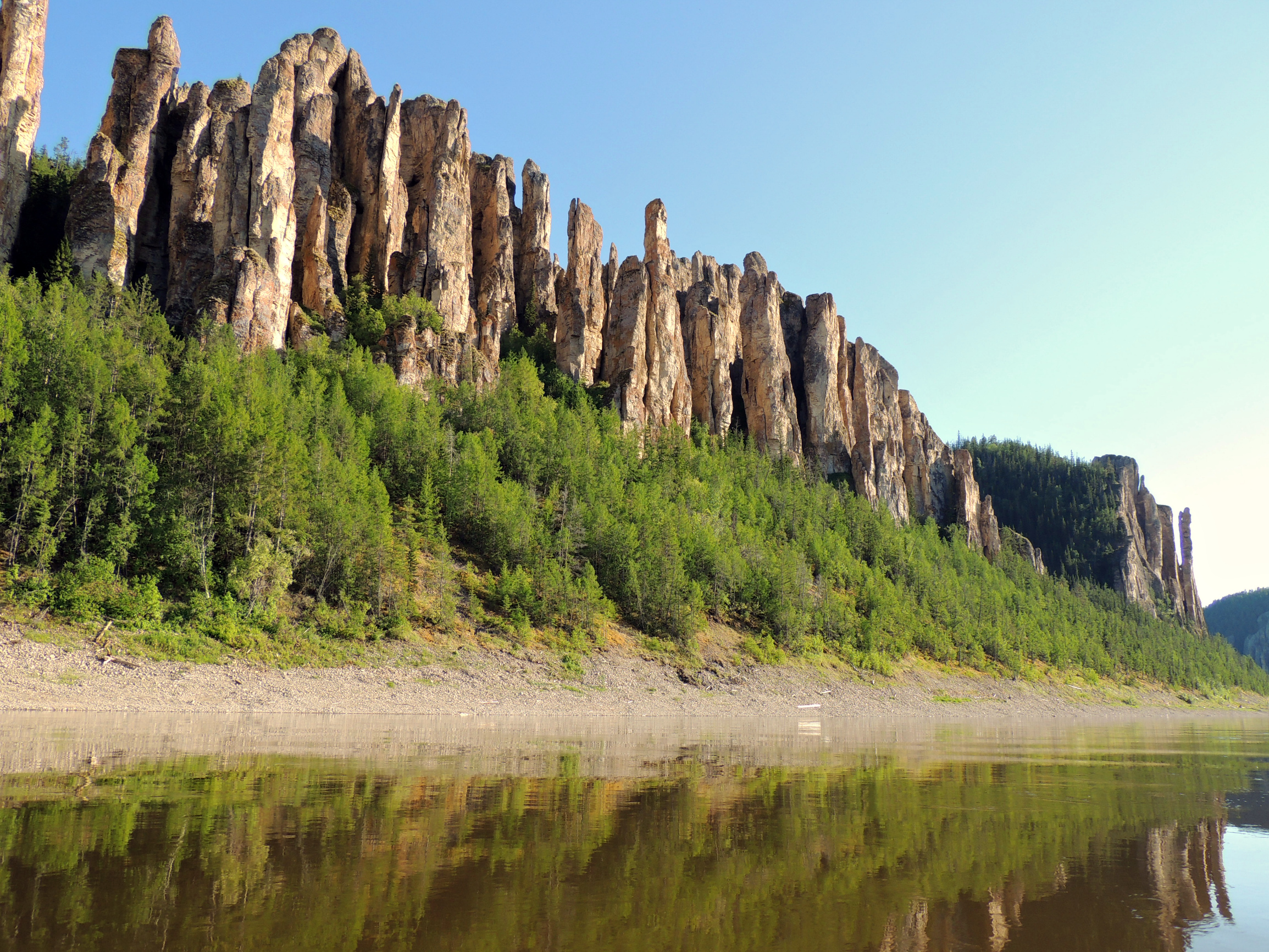
Ленские столбы — природная достопримечательность, цель эко-туризма.

Согласно ФЗ «Об основах туристской деятельности в РФ», туристские ресурсы — природные, исторические, социально-культурные объекты, включающие объекты туристского показа, а также иные объекты, способные удовлетворить духовные потребности туристов, содействовать восстановлению и развитию их физических сил.

### Непосредственные туристские ресурсы
Непосредственные (первичные) туристские ресурсы — объекты, формирующие интерес потенциальных потребителей к конкретной территории. В связи с тем что терминология туристской отрасли еще до конца не устоялась, необходимо упомянуть несколько терминов, использовавшихся или используемых ныне как синонимы. Ранее непосредственные туристские ресурсы именовали туристскими достопримечательностями, иногда — объектами туристского интереса. В современной исследовательской литературе их также часто называют туристскими аттракциями (от англ. аttract — притягивать).

### Косвенные туристские ресурсы

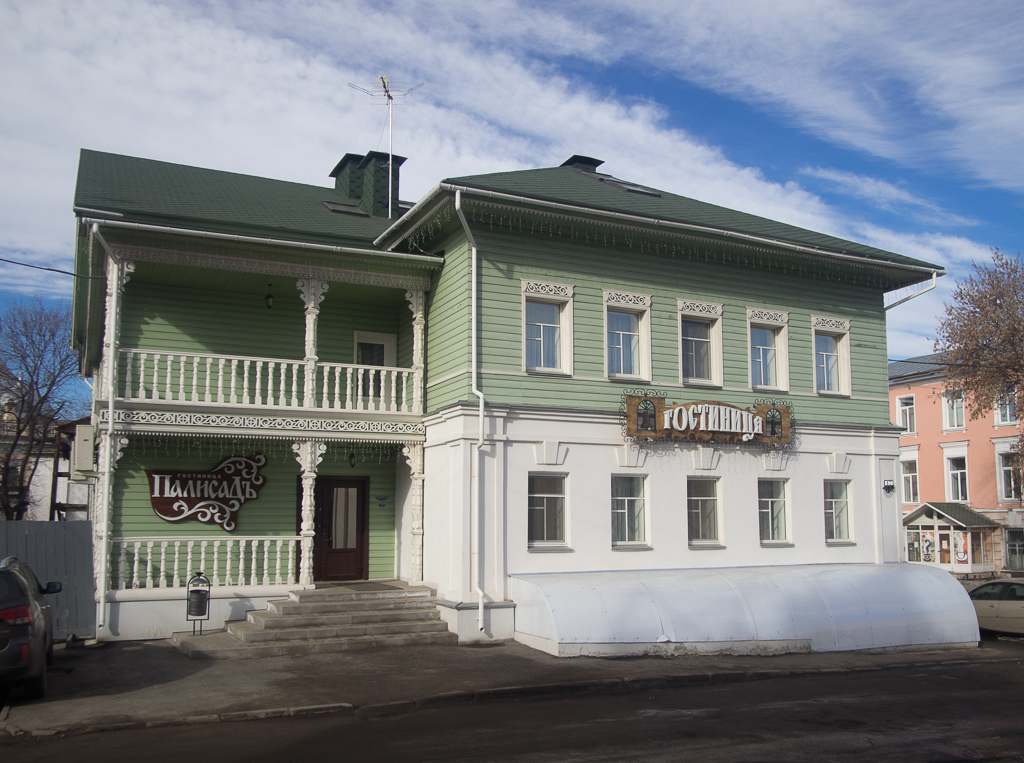
Гостиница в Вологде.

Косвенные (инфраструктурные) туристские ресурсы — совокупность объектов и учреждений, образующих материально-техническую базу туризма, которые обеспечивают общие условия для функционирования туристской отрасли. Другими словами, косвенные туристские ресурсы привлекаются для освоения и использования непосредственных туристских ресурсов. Зачастую в качестве синонима косвенных туристских ресурсов используется термин «туристская инфраструктура». Существуют разные мнения по поводу того, что следует относить к косвенным туристским ресурсам. Однозначно к ним относят средства размещения, предприятия питания, транспортную инфраструктуру. Некоторые исследователи считают, что при определенных условиях косвенными туристскими ресурсами становятся практически все объекты и учреждения, обеспечивающие и поддерживающие жизнедеятельность определенного региона (страховые компании, учреждения здравоохранения, информационные и научные учреждения, строительные организации и т. д.).